# 樊蔚勋
樊蔚勋（1930年—），江苏扬州人，中华人民共和国科学家。
毕业于清华大学，师从钱伟长，后担任清华大学校广播台台长。1952年，担任南昌飞机制造厂飞机设计科强度组组长。1954年，成功试造中国第一架飞机“初教-5”立二等功。1973年，调入中国科学技术大学近代力学系任教，后进入南京航空航天大学航空宇航学院飞行器设计专业教授。